# Прощавай, Еммануель
«Прощавай, Еммануель» (англ. Goodbye Emmanuelle) — еротичний фільм виробництва Франції. Фільм також відомий під назвою «Еммануель 3», що завершує логічний ланцюжок трилогії. Цей фільм в порівнянні з попередніми фільмами «Еммануель» і «Еммануель 2» був менш популярним. Це було пов'язано з тим, що в цьому фільмі скоротилася кількість еротичних сцен і вони стали менш відвертими, особливо в порівнянні з фільмом «Еммануель 2».
Але, з іншого боку, фільм став більш реалістичним. Крім того, фільм знаменував собою завершення ери «вільного кохання» кінця 1960-х — початку 1970-х років.

## Сюжет
Продовження історії про Еммануель. Еммануель і її чоловік Жан, архітектор, живуть на Сейшельських островах. Еммануель все так само розважається з іншими чоловіками. Але після того як її відносини з одним режисером стають більш серйозними, Жан починає її по-справжньому ревнувати.

## В ролях
- Сільвія Крістель — Еммануель
- Умберто Орсіні — Жан
- Жан-П'єр Був'є — Грегорі
- Олександра Стюарт — Доротея
- Ольга Жорж-Піко — Флоренс
- Шарлотта Олександра — Хлоя
- Жак Доніоль-Валькроз — Мішель Кордьє